# Edsvik en Ulmekärr
Edsvik en Ulmekärr (Zweeds:Edsvik och Ulmekärr) is een småort in de gemeente Tanum in het landschap Bohuslän en de provincie Västra Götalands län in Zweden. Het småort heeft 69 inwoners (2005) en een oppervlakte van 39 hectare. Eigenlijk bestaat het småort uit twee verschillende plaatsen: Edsvik en Ulmekärr.